# Championnats du monde de trampoline 1992
Navigation
Édition précédente Édition suivante
Les championnats du monde de trampoline 1992, dix-septième édition des championnats du monde de trampoline, ont eu lieu en 1992 à Auckland, en Nouvelle-Zélande.

## Podiums
| Épreuves                                    | Or                                                                               | Argent                                                                     | Bronze                                                                    |
| ------------------------------------------- | -------------------------------------------------------------------------------- | -------------------------------------------------------------------------- | ------------------------------------------------------------------------- |
| Hommes                                      |                                                                                  |                                                                            |                                                                           |
| Trampoline par équipes résultats détaillés  | Russie Andrei Alexienko Alexander Danilchenko German Knychev Alexandr Moskalenko | France Denis Passemard Fabrice Schwertz Jean-Pierre Thorn Fabrice Hennique | Allemagne Martin Kubicka Christoff Emmes Christian Kemmer Michael Kuhn    |
| Double Mini par équipes résultats détaillés | Allemagne Jörg Gehrke Steffen Eislöffel Pascual Robles Heiko Berger              | Portugal Joao Ferreira Jorge Moreira Luis Nunes Jorge Pereira              | Canada Daniel Chretien Jeremy Brock Allister Booth Michel Greene          |
| Tumbling par équipes résultats détaillés    | États-Unis                                                                       | Pologne                                                                    | Portugal                                                                  |
| Individuel résultats détaillés              | Alexandr Moskalenko (RUS)                                                        | Michael Kuhn (GER)                                                         | Adrian Wareham (AUS)                                                      |
| Double Mini résultats détaillés             | Jorge Pereira (POR)                                                              | Steffen Eislöffel (GER)                                                    | Jeremy Brock (CAN)                                                        |
| Tumbling résultats détaillés                | Jon Beck (USA)                                                                   | Krzysztof Wilusz (POL)                                                     | Marcin Leszcaniecki (USA)                                                 |
| Synchro résultats détaillés                 | Alexander Moskalenko (RUS) Alexander Danilchenko (RUS)                           | John Hansen (DEN) Anders Christiansen (DEN)                                | Guerman Knychev (RUS) Andrei Alexienko (RUS)                              |
| Femmes                                      |                                                                                  |                                                                            |                                                                           |
| Trampoline par équipes résultats détaillés  | Royaume-Uni                                                                      | Allemagne                                                                  | France Nathalie Treil Alice Besseige Christelle Guidicelli Magali Trouche |
| Double Mini par équipes résultats détaillés | Nouvelle-Zélande                                                                 | Belgique                                                                   | Australie                                                                 |
| Tumbling par équipes résultats détaillés    | France Chrystel Robert Corinne Robert Christelle Giroud                          | États-Unis                                                                 | Belgique                                                                  |
| Individuel résultats détaillés              | Yelena Merkulova (RUS)                                                           | Tatyana Luzhina (RUS)                                                      | Sue Challis-Shotton (GBR)                                                 |
| Double Mini résultats détaillés             | Kylie Walker (NZL)                                                               | Donna White (AUS)                                                          | Robyn Forbes (AUS)                                                        |
| Tumbling résultats détaillés                | Chrystel Robert (FRA)                                                            | Kendra Stucki (USA)                                                        | Michelle Mara (USA)                                                       |
| Synchro résultats détaillés                 | Lorraine Lyon (GBR) Andrea Holmes (GBR)                                          | Hiltrud Roewe (GER) Tina Ludwig (GER)                                      | Inke Van Braak (NED) Gabi Dreier (NED)                                    |

## Tableau des médailles
| Rang | Nation           | Or | Argent | Bronze | Total |
| ---- | ---------------- | -- | ------ | ------ | ----- |
| 1    | Union soviétique | 4  | 1      | 1      | 6     |
| 2    | États-Unis       | 2  | 2      | 2      | 6     |
| 3    | France           | 2  | 1      | 1      | 4     |
| 4    | Royaume-Uni      | 2  | 0      | 1      | 3     |
| 5    | Nouvelle-Zélande | 2  | 0      | 0      | 2     |
| 6    | Allemagne        | 1  | 4      | 1      | 6     |
| 7    | Portugal         | 1  | 1      | 1      | 3     |
| 8    | Pologne          | 0  | 2      | 0      | 2     |
| 9    | Australie        | 0  | 1      | 3      | 4     |
| 10   | Belgique         | 0  | 1      | 1      | 2     |
| 11   | Danemark         | 0  | 1      | 0      | 1     |
| 12   | Canada           | 0  | 0      | 2      | 2     |
| 13   | Pays-Bas         | 0  | 0      | 1      | 1     |